# Felipe Solís Olguín
Felipe Solís Olguín (1944-2009) fue un historiador, antropólogo y arqueólogo mexicano que destacó tanto por su trabajo curatorial y académico, como de campo y por sus contribuciones a la conservación y divulgación de las civilizaciones mesoamericanas.
Cuando se inauguró el nuevo edificio del  Museo Nacional de Antropología en 1974, Felipe Solís fue responsable de la planeación y museografía de la sala de la Cultura Mexica. Posteriormente, en 1998, sometió a un grupo de especialistas el proyecto de remodelación de esta sala, proyecto que fue aprobado por unanimidad y se inauguró en 1999. Por este trabajo, se hizo acreedor al premio Miguel Covarrubias en el año 2000.
Empezó a trabajar como arqueólogo en el INAH en 1972. Participó en la Segunda Temporada de Campo en Yaxchilán, Chiapas (1975) y en la Primera Temporada de Prospección Arqueológica en los sitios de Toluquilla y Ranas, Querétaro (1976), pero sus trabajos más destacados fueron en la Ciudad de México. El Rescate Arqueológico del Acueducto de Chapultepec, en 1975, y del Templo Mayor, mientras trabajaba con Raúl Arana y Gerardo Cepeda del Departamento de Salvamento Arqueológico, fue el primero en identificar el monolito de la diosa Coyolxauqui el 28 de febrero de 1978, en la esquina de Guatemala y Seminario, en lo que fuera el Recinto Sagrado de Tenochtitlan.
Además del notable trabajo de gabinete, fue docente en la UNAM y en el Instituto Nacional de Antropología e Historia (INAH) y fue director del Museo Nacional de Antropología de 2000 a 2009, año en que falleció a causa de la epidemia de influenza AH1N1.

Acerca de su vocación, en alguna ocasión comentó:
Tuve la fortuna de que mis padres decidieran que estudiara en la Secundaria No. 1, en Regina 111. Fue la primera secundaria oficial del país. Estudiar en el Centro Histórico me permitió conocer mi ciudad y llegar todos los días a las clases de historia de México que daba una profesora en el Museo de Antropología [que en ese entonces se encontraba en la calle de Moneda]. Ahí decidí que quería ser arqueólogo.